# Дьордь Цифра
Дьордь Цифра (угор. Cziffra György; 5 листопада 1921, Будапешт — 17 січня 1994, Париж) — угорський і французький піаніст.

## Життєпис
Дьордь Цифра народився в Будапешті в родині бідних угорських циган. Його батько, також Дьордь, грав на цимбалах в кабаре-холах і ресторанах Парижа в 1910-х роках. Однак з початком Першої світової війни він був поміщений у в'язницю як громадянин ворожої держави, а його дружина і дві дочки депортовані в Угорщину з п'ятьма кілограмами багажу. Сім'я возз'єдналася тільки після війни.
Дьордь-молодший навчився грати, спостерігаючи за заняттями своєї сестри. Уже в п'ять років крихкий хворобливий хлопчик став сенсацією барів і цирків, де виконував імпровізації на популярні музичні мелодії. Крім того, він на слух підбирав і аранжував будь-яку мелодію, що її наспівував клієнт. Заробітки малюка допомагали жебракуючій сім'ї виживати, але згодом ці виступи стали об'єктом глузування з боку критиків.
У дев'ять років Цифра вступив до Академії Ференца Ліста і таким чином став наймолодшим студентом за всю її історію. Його вчителями були Ернст фон Донаньї та Іштван Томан. З 1933 року виступав на концертах в Угорщині, в 1937 році гастролював в Голландії і Скандинавії.
У 1942 році Цифра був покликаний на фронт. Угорщина воювала на боці націонал-соціалістичної Німеччини; незважаючи на ідеї націонал-соціалізму, всі країни-союзники Німеччини, в тому числі сама Угорщина, активно використовували євреїв та циган на поле бою, залишаючи в якості заручників їх сім'ї. У Дьордя були дружина і маленький син. Спочатку він був піхотинцем, потім — танкістом, але при нагоді дезертирував і в результаті став єдиним, хто вижив зі свого батальйону.
Повернувся до Угорщини в 1947 р, грав на фортепіано в барах і клубах, щоб утримувати сім'ю. У 1950 році він був заарештований з політичних мотивів. У в'язниці над ним знущалися: знаючи, що Цифра музикант, наглядачі били його по руках, по пальцях, під час виконання робіт підбирали таку, яка давала велике навантаження на кисть.
Після звільнення в 1953 році Дьордю довелося затратити чимало зусиль, щоб відновити нормальну роботу кистей і пальців, і в 1955 році він виграв міжнародний конкурс імені Ференца Ліста в Будапешті.
У 1956 році піаніст втік з сім'єю до Відня, де вже в листопаді дав концерт. Після виступів у Парижі і Лондоні оселився у Франції і пізніше отримав французьке громадянство (з ім'ям Жорж; фр. Georges). Організував відновлення органу в абатстві Ла-Шез-Дьє (регіон Овернь) і пізніше заснував там же фестиваль. У 1969 році в Версалі організував міжнародний конкурс піаністів, що носить його ім'я.
1973 року створив свій фонд з метою відновлення королівської каплиці Сен-Фрамбур в Санліс і підтримки молодих художників. З 1976 року в залі Ференца Ліста відновленої каплиці Фонд Цифри проводить щорічні конкурсні прослуховування молодих виконавців; серед його лауреатів — піаністи Сіпріано Кацаріс, Бріжит Анжерер, Марк Лафоре, Паскаль Амуаель, Емманюель Свьерк, трубачі Ґі Тоуврон, Ібрагім Маалуф, диригент Ліонель Бренгье, віолончелісти Сюзан Рамон, Фредерік Лодеон, Адрієн Фрас-сомба. З 1986 року давав майстер-клас в Сенліс; серед його учнів — фр. Aquiles Delle Vigne.
Гастролював в Європі; в 1984 р — в США (Лос-Анджелес, Сан-Франциско) і Канаді (Торонто). До кінця кар'єри давав 6-7 концертів на рік, присвячуючи свій час Фонду.
Дьордь Цифра помер у віці 72 років, замучений раком легенів, від серцевого нападу. Похований на кладовищі Санліса поруч з сином.